# Atac de Nguetchewe
L'atac a Nguetchewe va ocórrer el 2 d'agost de 2020 en Nguetchewe, un petit poble de la regió de l'Extrem Nord del Camerun. Almenys 18 persones van morir i altres 7 van resultar ferides en l'atac amb granades de Boko Haram.

## Context
Des de 2014, Boko Haram ha llançat atacs regulars en tot el nord-est de Nigèria i les regions veïnes, normalment dirigits a robar bestiar i aliments. El grup, que es va formar en 2009, ha dut a terme una campanya armada a les regions nord-orientals de Nigèria que ha provocat la mort de desenes de milers de persones i el desplaçament de milions. Segons l'Agència de les Nacions Unides per als Refugiats, la violència comesa per Boko Haram ha afectat uns 26 milions de persones a la regió del llac Txad i ha desplaçat a altres 2,6 milions.

## Atac
Es va produir un atac de Boko Haram en la matinada del 2 d'agost de 2020 en un campament de desplaçats interns en el petit poble de Nguetchewe, a la regió de l'Extrem Nord del Camerun. Segons l'alcalde del districte, Medjeweh Boukar, "els assaltants en la matinada del diumenge van llançar una granada a un grup de persones que dormien dins del campament". El campament, que albergava 800 persones en el moment de l'atac, havia estat en relativa tranquil·litat durant les últimes setmanes. "Ells [Boko Haram] van aprofitar el seu coneixement del terreny per a evitar els punts de vigilància i les posicions de les forces de seguretat. Ens van sorprendre", va dir l'alcalde local Mahamat Chetima Abba. L'atac va ocórrer en el districte de Mozogo, prop de la frontera entre Nigèria i Camerun a la regió de l'Extrem Nord. Després de l'atac, alguns dels ferits van ser evacuats al pròxim hospital del districte de Mokolo, mentre que unes 1.500 persones, inclosos els terroritzats residents del poble d'acollida, han fugit a la ciutat més propera, Mozogo, buscant seguretat.

## Reaccions
L'ACNUR, l'Agència de Refugiats de l'ONU, va condemnar enèrgicament l'atac i va desplegar una missió d'emergència en la zona. La missió va avaluar la situació i va valorar les necessitats de protecció i salut dels afectats.